# Trachelychnus docens
Trachelychnus docens är en skalbaggsart som beskrevs av Kirsch 1885. Trachelychnus docens ingår i släktet Trachelychnus och familjen Phengodidae. Inga underarter finns listade i Catalogue of Life.